# 長鰭刺單棘純
長鰭刺單棘魨，又稱大鱗刺單角魨，為輻鰭魚綱魨形目鱗魨亞目單棘魨科的其中一種，為亞熱帶海水魚，分布於西南太平洋豪勳爵島及諾福克島海域，棲息深度可達29公尺，體長可達14.5公分，棲息在外海礁石區水域，生活習性不明。